# Jewhenija Bosz
Jewhenija Bohdaniwna (Gotlibiwna) Bosz, ukr. Євгенія Богданівна (Готлібівна) Бош, ros. Евгения Богдановна (Готлибовна) Бош, Jewgienija Bogdanowna (Gotlibowna) Bosz, zd. Majsz (ur. 22 sierpnia?/3 września 1879 w Adżigole pod Oczakowem, zm. 5 stycznia 1925 w Moskwie) – rosyjska polityk socjaldemokratyczna i komunistyczna działająca na Ukrainie. Działaczka Socjaldemokratycznej Partii Robotniczej Rosji (SDPRR) (frakcja bolszewików) i Rosyjskiej Partii Komunistycznej (bolszewików). Sekretarz ludowy spraw wewnętrznych Ukraińskiej Ludowej Republiki Rad (1917/18).

## Życiorys

### Działalność przed 1917
Była córką niemieckiego kolonisty i właściciela ziemskiego oraz jego małżonki, mołdawskiej szlachcianki Marii zd. Krusser. Miała młodszą i starszą siostrę Nadieżdę i Jelenę oraz braci Aleksandra i Fiodora. Jej ojciec pod koniec życia całkowicie się zrusyfikował, nadał dzieciom słowiańskie imiona, a sam zaczął posługiwać się imieniem Bogdan. W swojej autobiografii Bosz podawała jako miejsce urodzenia Oczaków, natomiast w dotyczących jej aktach żandarmerii rosyjskiej wskazywany jest Adżigol, miejscowość na wybrzeżu Morza Czarnego w guberni chersońskiej (ob. obwód mikołajowski).  
W wieku dziesięciu lat straciła ojca. Jej matka wyszła wówczas powtórnie za mąż za jego brata Fiodora, by nie dopuścić do podziału rodzinnego majątku. Ojczym troszczył się jedynie o najmłodszą z przybranych córek, urodzoną w 1886 r. Jelenę, natomiast Jewgienija musiała opuścić rodzinny dom i podjąć naukę w gimnazjum w Wozniesiensku, zamieszkując u wuja w trudnych warunkach materialnych. W wieku 16 lat, po ukończeniu trzech klas szkoły, została natomiast wydana za mąż za znacznie starszego właściciela niewielkiej pracowni wytwarzającej powozy, Petera Bosza (Boscha). W małżeństwie przyszły na świat dwie córki - Olga i Marija (odpowiednio w 1897 i 1899 r.). Zajmując się ich wychowaniem, Jewgienija Bosz ukończyła gimnazjum w trybie eksternistycznym i przygotowywała się do egzaminu dającego uprawnienia nauczycielki ludowej.
Z ideami socjaldemokratycznymi zaznajomił ją znajomy lekarz, którymi z nimi sympatyzował. W 1901 r. Bosz wstąpiła do Socjaldemokratycznej Partii Robotniczej Rosji (SDPRR). Po rozłamie w partii na jej II zjeździe związała się z frakcją bolszewików. W 1907 r. porzuciła męża i razem z córkami przeniosła się do Kijowa, gdzie od 1909 r. była jednym z przywódców lokalnej organizacji bolszewickiej, a w latach 1911–1912 sekretarzem komitetu SDPRR(b) w Kijowie. Wiosną 1912 została aresztowana, a następnie skazana na zesłanie do guberni irkuckiej. Na Syberii zapadła na gruźlicę i astmę sercową, cierpiała również z powodu wady serca. W 1914 r. uciekła za granicę wspólnie z Jurijem Piatakowem, również działaczem bolszewickim z Kijowa, który na krótko przejął po niej kierowanie komitetem, gdy została aresztowana. Oboje udali się do Japonii, a stamtąd do USA. W lutym 1915 r. na zaproszenie Lenina Bosz przyjechała do Berna na I konferencję sekcji zagranicznej SDPRR (b). Współtworzyła pismo "Kommunist", które jednak już po pierwszym numerze zostało zamknięte przez partyjny komitet centralny, jako że Bosz oraz inni członkowie kolegium redakcyjnego (Piatakow, Nikołaj Bucharin) byli przeciwni prawu narodów do samostanowienia. Opinie Bosz w sprawie narodowej były bliskie poglądom Róży Luksemburg. W 1915 r. Bosz udała się do Sztokholmu, następnie do Oslo.

### Rewolucja 1917 r.

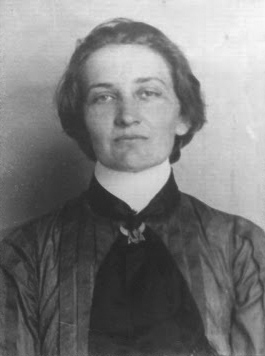

Po wybuchu rewolucji lutowej i obaleniu caratu w marcu 1917 Bosz była jedną z pierwszych bolszewików powracających z emigracji do kraju, co umożliwił jej telegram od Aleksandra Kiereńskiego, który znał ją osobiście. Wróciła do Kijowa, gdzie została wybrana do partyjnego komitetu miejskiego, weszła w skład kolegium redakcyjnego pisma "Gołos Sociał-diemokrata" i została deputowaną do Rady Delegatów Robotniczych. Podczas dyskusji nad tezami kwietniowymi na forum kijowskiego komitetu bolszewików uznała je, podobnie jak większość, za "nie do przyjęcia", jednak na VII wszechrosyjskiej konferencji partyjnej zmieniła stanowisko i poparła je. W kwietniu 1917 r. została przewodniczącą okręgowego Południowo-Zachodniego komitetu partii bolszewickiej, następnie od lipca – Południowo-Zachodniego komitetu obwodowego.
Była zdecydowaną przeciwniczką Ukraińskiej Centralnej Rady i udziału bolszewików w jej pracach, jednak kijowski komitet partii przyjął w tej kwestii odmienne stanowisko. We wrześniu-październiku 1917 r. objeżdżała jako agitatorka oddziały armii rosyjskiej na Froncie Południowo-Zachodnim, współtworzyła obwodowe biura organizacji wojskowej bolszewików na Froncie Południowo-Zachodnim oraz w 8 armii Frontu Rumuńskiego. Odwiedzała również lokalne organizacje partyjne. W momencie zbrojnego przewrotu w Petersburgu znajdowała się w Winnicy i stanęła tam na czele powstania zrewolucjonizowanych żołnierzy przeciwko wojskom lojalnym wobec Rządu Tymczasowego. Za zgodą lokalnego komitetu wojskowo-rewolucyjnego Bosz wyjechała do Żmerynki, skąd miała sprowadzić wsparcie dla powstańców - wspierających rewolucję żołnierzy 7 Armii. Zanim działaczka wróciła do Winnicy, bunt został stłumiony. Bosz zdołała jednak doprowadzić do utworzenia komitetu wojskowo-rewolucyjnego wśród żołnierzy 2 korpusu gwardii 7 Armii w Żmerynce. 2/15 listopada 1917 r. bolszewicy przy bezpośrednim udziale Bosz przejęli władzę w Żmerynce, a dwa dni później także w Winnicy. Powstał w ten sposób jeden z nielicznych ośrodków władzy radzieckiej na zachodniej i centralnej Ukrainie - poza Charkowem i częścią Zagłębia Donieckiego powszechnie uznawana była zwierzchność Ukraińskiej Centralnej Rady. 
W pierwszych dniach grudnia 1917 r. na obwodowym zjeździe partyjnym w Kijowie została wybrana w poczet członków Głównego Komitetu Socjaldemokracji Ukrainy - odrębnej bolszewickiej partii na Ukrainie. 3/16 grudnia 1917 Rada Komisarzy Ludowych Rosji wydała Manifest do narodu ukraińskiego, w którym uznała niepodległość Ukrainy, po czym w formie ultimatum zażądała od Centralnej Rady współdziałania w rosyjskiej wojnie domowej, zaprzestania rozbrajania jednostek Czerwonej Gwardii i innych zbrojnych oddziałów bolszewickich, zaprzestania przerzucania jednostek ukraińskich przez front walki prowadzonej przez Rosję Radziecką z wojskami atamana Aleksieja Kaledina oraz zaprzestania wspierania samego Kaledina, co Rada czyniła od listopada. W razie odrzucenia tych żądań Centralna Rada miała znaleźć się w stanie wojny z Rosją radziecką. Centralna Rada oraz zebrany tego dnia w Kijowie Zjazd Rad Delegatów Chłopskich, Żołnierskich i Robotniczych odrzuciły ultimatum. Wówczas delegaci bolszewiccy, ukraińscy lewicowi eserowcy i lewicowi ukraińscy socjaldemokraci opuścili zjazd, zebrali się w Charkowie i wspólnie z delegatami zjazdu rad zagłębi donieckiego i krzyworoskiego ogłosili powstanie Ukraińskiej Ludowej Republiki Rad. Jewhenija Bosz została na nim wybrana do Centralnego Komitetu Wykonawczego Rad republiki. W grudniu 1917 w demokratycznych wyborach wybrana na deputowanego do Konstytuanty Rosji z okręgu Czernihów z listy partii bolszewików.

### We władzach Ukraińskiej Ludowej Republiki Rad
14/27 grudnia Bosz weszła w skład rządu Ukraińskiej Ludowej Republiki Rad - Sekretariatu Ludowego jako ludowy sekretarz spraw wewnętrznych. Jako że nie wyznaczono przewodniczącego Sekretariatu, Bosz jako sekretarzowi spraw wewnętrznych powierzono pełnienie jego obowiązków. Według niektórych źródeł Bosz, która prowadziła posiedzenia rządu do marca tego roku, gdy na jego czele stanął Mykoła Skrypnyk, i cieszyła się największym autorytetem wśród członków sekretariatu, nie została oficjalnie przewodniczącą, gdyż obawiano się mianowania na takie stanowisko kobiety. Według innych relacji zadecydowało o tym jej nieukraińskie pochodzenie. 4 stycznia 1918 r. podpisała wezwanie Sekretariatu, w którym "wszystkie wojska wierne sprawie robotniczo-chłopskiej", czyli oddziały rosyjskiej Czerwonej Gwardii pod dowództwem Władimira Antonowa-Owsiejenki, zostały wezwane do walki z białymi Kozakami Aleksieja Kaledina oraz z Ukraińską Centralną Radą. Pod koniec stycznia 1918 r. uczestniczyła w Ogólnoukraińskiej Konferencji Rad Delegatów Wiejskich w Charkowie.
Jewhenija Bosz była przeciwna podpisaniu traktatu brzeskiego. Twierdziła, że Ukraińska Ludowa Republika Rad powinna stawić zbrojny opór nadchodzącym wojskom niemieckim. Jako że Rada Komisarzy Ludowych przyjęła ostatecznie stanowisko przeciwne, Bosz zrzekła się stanowiska w Sekretariacie Ludowym republiki ukraińskiej i została komisarzem politycznym w grupie wojsk dowodzonej przez Witalija Primakowa - w pułku Czerwonych Kozaków złożonym z robotników ze wschodniej i południowej Ukrainy oraz żołnierzy ukraińskich, którzy przeszli na stronę bolszewików. Z powodu gwałtownego pogorszenia stanu zdrowia opuściła jednostkę i wyjechała razem z córką do Taganrogu, następnie do Lipiecka. Uczestniczyła w I zjeździe Komunistycznej Partii (bolszewików) Ukrainy w Moskwie we wrześniu 1918 r., podczas którego ogłoszono likwidację powołanego w grudniu 1917 r. w Charkowie rządu radzieckiej Ukrainy. Zastąpić go miał Centralny Komitet Wojskowo-Rewolucyjny z Andriejem Bubnowem na czele. Bosz została odsunięta od spraw ukraińskich.

### Ostatnie lata
Do 1923 r. wykonywała różne zadania polecane przez Komitet Centralny partii: w 1918 r. została wysłana do guberni penzeńskiej na stanowisko sekretarza obwodowego. Do jej obowiązków należało prowadzenie rekwizycji żywności, w ramach polityki komunizmu wojennego. Następnie pełniła obowiązki dowódcy oddziału politycznego (głównego komisarza politycznego) przy Radzie Rewolucyjno-Wojskowej Frontu Kaspijsko-Kaukaskiego, była delegatką na VIII zjazd partii i w 1919 r. zasiadała w radzie obrony Litewsko-Białoruskiej SRR. Po wojnie domowej pracowała w ludowym komisariacie oświaty oraz w inspekcji robotniczo-chłopskiej. W 1920 r. ostatecznie rozeszła się z Piatakowem, z którym poróżniła się w sprawach politycznych i taktycznych jeszcze w 1917 r. W 1923 r. podpisała oświadczenie czterdziestu sześciu, pierwszy dokument programowy wewnątrzpartyjnej Lewicowej Opozycji.
Wskutek dalszego pogorszenia stanu zdrowia całkowicie wycofała się z działalności politycznej. Nieuleczalnie chora, popełniła samobójstwo (zastrzeliła się). Jej gest został odczytany przez towarzyszy z Lewicowej Opozycji jako protest przeciwko kierunkowi, jaki przyjęła partia. Została pochowana na Cmentarzu Nowodziewiczym w Moskwie. 
Podczas leczenia w 1919 r. Jewhenija Bosz napisała książkę "Nacionalnoje prawitiel'stwo i Sowietskaja włast' na Ukrainie", następnie spisała również swoje wspomnienia dotyczące działalności na Ukrainie ("God bor'by"). 
Imieniem Bosz nazwano most w Kijowie, który został zniszczony podczas II wojny światowej i nie został następnie odbudowany. Zaułek Jewhenii Bosz, nazwany jej imieniem w latach 20. lub 30., został w 1940 r. przemianowany na Dniprowski, gdyż Bosz uznano za działaczkę wewnątrzpartyjnej opozycji, niechętną Stalinowi. Ulica jej imienia znajdowała się w Wozneseńsku do czasu dekomunizacji na Ukrainie po 2014 r.
Jej córka Olga była pierwszą żoną Jurija Kociubinśkiego, ukraińskiego działacza bolszewickiego. Zarówno ona, jak i jej siostra Marija działały w partii bolszewickiej od 1917 r. i brały udział w robotniczym powstaniu w Kijowie w styczniu 1918 r. Przyrodnią siostrą Jewhenii Bosz była Jelena Rozmirowicz zd. Majsz.